# 08/15 in der Heimat
08/15 in der Heimat ist ein deutscher Kriegsfilm aus dem Jahr 1955. Er ist der dritte Teil der Filmtrilogie 08/15, die auf Hans Hellmut Kirsts Roman 08/15 beruht.

## Handlung
Geschildert wird das Kriegsende und wie danach plötzlich aus Nazifunktionären und „Kommissköppen“ Widerstandskämpfer und Regimegegner wurden und diese in der US-amerikanischen Besatzungszone wieder in „Amt und Würden“ kamen.
Im Frühjahr 1945 hofft das Bataillon um Kowalski, den inzwischen zum Generalmajor beförderten von Plönnies und den inzwischen zum Leutnant beförderten Asch, die sich abzeichnende Niederlage möglichst glimpflich zu überstehen. Indessen nutzen zwei Angehörige des Sicherheitsdienstes der SS (SD), SS-Standartenführer Hauk und sein Adjutant SS-Obersturmführer Greifer, die allgemeine Verunsicherung, um in den Besitz einer Ladung Platin zu kommen. Sie geben sich als Oberst und Oberleutnant der Wehrmacht aus und ermorden Stabszahlmeister Brahm und dessen Ehefrau. Asch durchschaut sie und macht sich zusammen mit Kowalski an die Verfolgung. Während die amerikanischen Truppen vorrücken, versuchen die Deutschen, sich auf die neuen Verhältnisse nach Kriegsende einzustellen. Alle Hinweise auf eine Nähe zum Nationalsozialismus werden hastig entfernt, und Soldaten geben sich als Zivilisten aus, um der Gefangenschaft zu entgehen. Hauk versucht aus der Gefangenschaft zu flüchten und schießt dabei auf einen anderen Kriegsgefangenen, der ihn an der Flucht hindern will, da er noch eine Rechnung mit Hauk offen hat. Die Frau des vorher so regimehörigen Hauptmanns Fritz Schulz versteht es unterdessen, letzteren den neuen Herren als künftigen Bürgermeister anzudienen; und der frühere „Schleifer“, Schieber und Nazi-Fluchthelfer Wachtmeister Platzek schafft es, von den Amerikanern als Lebensmittelbeauftragter eingesetzt zu werden. Generalmajor von Plönnies dagegen, der Greifer noch kurz vor Kriegsende wegen der beiden Morde nach einem rasch anberaumten Standgerichtsverfahren hängen ließ, wird von den Amerikanern als vermeintlicher Kriegsverbrecher festgenommen, da diese den Hingerichteten für einen Widerstandskämpfer halten. Die dem Generalmajor treu ergebenen früheren Soldaten um Asch wollen ihn befreien, doch der weigert sich, um sich seiner Verantwortung stellen und die Wahrheit erzählen zu können.

## Produktion
Der Film wurde von der Produktionsfirma KG Divina GmbH & Co. hergestellt. Die Firma gehörte Ilse Kubaschewski, die zugleich Inhaberin des Erstverleihs Gloria-Film GmbH & Co. Filmverleih KG war.
Die Außenaufnahmen entstanden in Rosenheim und Umgebung sowie der Pulvermühle in der Gemeinde Stephanskirchen, die Atelieraufnahmen im Divina-Studio Baldham.
Die Uraufführung erfolgte am 30. Dezember 1955 in Wanne-Eickel.

## Kritiken
- „Wiederum eher am Lacherfolg interessiert, deshalb nur an wenigen Stellen eindrucksvoll kritisch und erschütternd.“ – 6000 Filme. Kritische Notizen aus den Kinojahren 1945 bis 1958. Handbuch V der katholischen Filmkritik, 3. Auflage. Verlag Haus Altenberg, Düsseldorf 1963, S. 324.

- „[…] routiniert inszenierter Wehrmachtsfilm […]. Kritischer als seine beiden Vorgänger, versucht der satirisch angelegte Film das Soldatenleben zu entzaubern.“ (Wertung: 2 Sterne = durchschnittlich) – Adolf Heinzlmeier und Berndt Schulz in Lexikon Filme im Fernsehen. (Erweiterte Neuausgabe). Rasch und Röhring, Hamburg 1990, ISBN 3-89136-392-3, S. 615.

- „Weiteres Sammelsurium von verschiedensten Typen und Geschichten, angesiedelt zwischen Posse und Tragödie. Ein im Grunde unpolitischer Film, der nur in wenigen Momenten erschüttert und beeindruckt.“ – Lexikon des internationalen Films[2]